# Burg Schrabsdorf

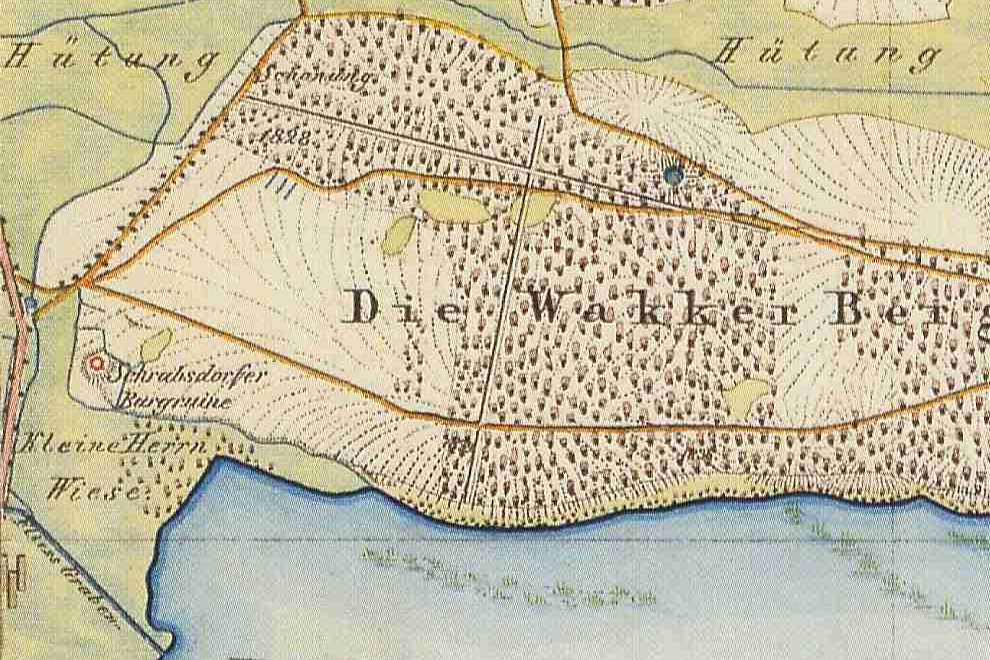
Die Schrabsdorfer Burgruine auf einem Messtischblatt der Preußischen Uraufnahme von 1840

Burg Schrabsdorf ist die Ruine einer Turmhügelburg (Motte) des Mittelalters im Norden des Landes Brandenburg. Sie liegt im Ortsteil Teschendorf der Gemeinde Löwenberger Land. Zur Burg gehörte das später wüst gefallene Dorf Schrabsdorf.

## Geschichte
Burg Schrabsdorf wurde vermutlich im 13. Jahrhundert durch die Askanier als Grenzbefestigung angelegt. Als Ort wurde der östliche Rand einer Fließgrabenniederung nordwestlich des Dreetzsees gewählt. Unmittelbar westlich der Burg verlief auf einem Knüppeldamm der Verkehr aus dem Land Löwenberg nach Süden. Die Burg verfügte über eine günstige Position zur Kontrolle dieses Verkehrs. Das zur Burg gehörige Dorf Schrabsdorf wurde 1270 als „Scrapestorp“ im Land Löwenberg erstmals schriftlich erwähnt. Die Burg selbst oder ihre Herren werden in mittelalterlichen Quellen nicht genannt. Nach 1414 fiel das Dorf wüst, vermutlich wegen der großen Entfernung zu besseren Ackerflächen, und die Burg wurde aufgelassen. Ihre Funktion übernahmen vermutlich die Burgen Löwenberg und Bötzow.

## Beschreibung
Das Plateau der Burg ist quadratisch mit einer Seitenlänge von 40 m. Durch Abschnittsgräben wurde eine Insellage geschaffen und zum höheren Gelände im Nordosten hin wurde vermutlich eine Palisade errichtet. Burg Schrabsdorf ist eine Niederungsburg und entspricht nach ihrer Lage und Form einem in der Region häufigen Typ einer Turmhügelburg (Motte) mit einem gemauerten Turm. Die Burganlage bildet heute einen von Wiesen und Ackerflächen umgebenen Hügel an der Einmündung der Straße an den Wackerbergen in die Bundesstraße 96. Ihr Erhaltungszustand ist relativ gut. Im Digitalen Geländemodell zeichnet sich das Burgplateau deutlich ab. Nachmittelalterliche Umbauten oder Überformungen sind nicht bekannt. Um 1840 wurden allerdings die Reste der mittelalterlichen Gebäude für den Chausseebau abgetragen. Burg Schrabsdorf ist als Bodendenkmal mit der Nummer 70184 in die Denkmalliste des Landes Brandenburg eingetragen.